# Higuera de la Serena
Higuera de la Serena település Spanyolországban, Badajoz tartományban. Higuera de la Serena Zalamea de la Serena, Retamal de Llerena, Oliva de Mérida és Valle de la Serena községekkel határos. Lakosainak száma 887 fő (2024).

## Népesség
A település népessége az utóbbi években az alábbiak szerint változott:
| Lakosok száma | 1200 | 1134 | 1086 | 1043 | 1041 | 1001 | 943  | 948  | 937  | 887  |
|               | 2001 | 2004 | 2006 | 2009 | 2011 | 2014 | 2016 | 2019 | 2021 | 2024 |